# Fimbristylis jucunda
Fimbristylis jucunda är en halvgräsart som först beskrevs av Charles Baron Clarke, och fick sitt nu gällande namn av Johannes Hendrikus Kern. Fimbristylis jucunda ingår i släktet Fimbristylis och familjen halvgräs. Inga underarter finns listade i Catalogue of Life.